# امیرمحمد پناهی
امیرمحمد پناهی (زادهٔ ۱۳ شهریور ۱۳۷۴) بازیکن فوتبال اهل ایران است که در حال حاضر در پست وینگر چپ برای باشگاه فوتبال شمس‌آذر در لیگ برتر خلیج فارس بازی می‌کند.

## دوران باشگاهی
وی سابقه بازی در تیم های عقاب تهران ، راه‌آهن ، اکسین البرز ، سیاه‌جامگان مشهد ، هوادار ، ذوب‌آهن ، مس شهربابک ، صنعت نفت آبادان و شمس آذر قزوین را نیز دارد.